# 三叶木蓝
三叶木蓝（学名：Indigofera trifoliata）为豆科木蓝属的植物。其种加词“trifoliata”意为“三叶的”。分布于印度、越南、菲律宾、澳大利亚、印度尼西亚、缅甸、巴基斯坦、斯里兰卡、尼泊尔以及中国大陆的海南、广东、广西、四川、云南等地，生长于海拔1,700米的地区，多生在山坡草地和田边草地，目前尚未由人工引种栽培。